# Skalice (kraj południowomorawski)
Skalice – gmina w Czechach, w powiecie Znojmo, w kraju południowomorawskim. Według danych z dnia 1 stycznia 2014 liczyła 535 mieszkańców.